# Abietinaria alternitheca
Abietinaria alternitheca is een hydroïdpoliep uit de familie Sertulariidae. De poliep komt uit het geslacht Abietinaria. Abietinaria alternitheca werd in 1914 voor het eerst wetenschappelijk beschreven door Kudelin. 